# Alex Perron
Pour les articles homonymes, voir Perron.
Alex Perron (né le 23 avril 1971 à Saint-Siméon au Québec) est un humoriste, animateur et acteur québécois.

## Biographie
Alex Perron est né le 23 avril 1971, dans la région de Charlevoix. Détenteur d’une Majeure en théâtre obtenue à l’Université Laval en 1993, il est le cofondateur du théâtre Nez-à-nez de Baie-Saint-Paul.
Finissant diplômé de l'École nationale de l'humour en 1996, il est un des membres, avec Jean-François Baril et Louis Morissette du groupe Les Mecs Comiques. En 1996 avec Les Mecs Comiques, il fera une tournée de deux spectacles, 108 minutes pour rire et Le jeune, le fif et le macho à travers le Québec, l'Ontario et le Nouveau-Brunswick. En 2002, toujours avec les membres du trio, il écrit et joue dans la populaire série de comédie 3X Rien diffusée à TQS.
De 2001 à 2004, il collabore comme chroniqueur mode à l'émission de Normand Brathwaite Fun Noir sur les ondes télévisuelles de TQS.
En avril 2006, sur les ondes de CKOI-FM, il coanime avec Josée Boudreault et Jean-René Dufort l'émission Du jus et Dufort jusqu'en juin 2007.
De 2006 à 2008, il anime un magazine mode beauté et tendances La Mode en vedette à MusiMax où avec la complicité de Marie-Josée Rivard, ils analysaient le choix des artistes en mode. Il a également coanimé avec MC Gilles, Pénélope McQuade, Nicolas Tittley et Ève Gravel sur les ondes de MusiMax les Oups 2007 une rétrospective des pires fiascos de l'année. Il est aussi un chroniqueur sur l'émission de services Pour le plaisir et l'émission qui aborde l'actualité La Fosse aux lionnes diffusées à ICI Radio-Canada Télé.
Depuis en décembre 2007, il est porte-parole, avec l'écrivain-animateur Daniel Pinard, le comédien Éric Bernier et l'animatrice de radio Monique Giroux de l'organisme Gai Écoute et de la Fondation Émergence étant lui-même homosexuel.Il est également porte-parole des Jeux de la communication où s'affrontent des étudiants de huit universités francophones canadiennes qui se sont déroulés à Trois-Rivières en 2008 et diffusés sur les ondes du Canal Savoir.
En novembre 2008, il remonte sur scène avec un nouveau spectacle solo et mise en scène par Pierre Bernard. Une tournée partout au Québec est prévu jusqu'en 2010.
En 2009, il prête sa voix à M. Garrison et M. Hat ainsi qu'à Big Gay Al dans la version québécoise de South Park.

## Spectacles
- 1996 : 108 minutes pour rire (avec Les Mecs comiques)
- 1998 : Le jeune, le fif et le macho (avec Les Mecs comiques)
- 2010 : Un gars c’t’un gars
- 2019 : Alex, ton coach de vie amoureuse – La conférence

## Filmographie

### Série télévisée
- 1998 : Catherine : candidat pour le poste de réceptionniste
- 2003-2006 : 3X Rien : Alex
- 2007 : Caméra café
- 2008 : Les Boys
- 2009 : 450, chemin du golf :  Patrick
- 2014 : Les pêcheurs : Alex Perron
- 2017 : Avant d'être morte : Alex Perron

## Discographie
- 2001 : On chante toujours mieux dans not’ char (avec Les Mecs comiques)